# Eugène Jacques Joseph Innocent de Vogüé
Eugène Jacques Joseph Innocent de Vogüé est un homme politique français né le 7 février 1777 à Tresques et mort le 15 mars 1854 au château de Gourdan à Saint-Clair.

## Biographie
Eugène Jacques Joseph Innocent de Vogüé est le fils de Florimond-lnnocent-Annet de Vogüé, seigneur de Tresques, marquis de Mouclut et autres lieux, et mestre de camp de cavalerie, et de haute dame, madame Marie-Anne de Cadole.
Propriétaire, conseiller général, il est député de l'Ardèche de 1815 à 1816, de 1820 à 1821 et de 1824 à 1827, siégeant à droite, avec les royalistes et soutenant la Restauration. Il est pair de France de 1827 à 1830.

## Sources
- « Eugène Jacques Joseph Innocent de Vogüé », dans Adolphe Robert et Gaston Cougny, Dictionnaire des parlementaires français, Edgar Bourloton, 1889-1891 [détail de l’édition]
- Archives départementales de l'Ardèche, acte de décès à Saint-Clair du 16 mars 1854